# SN 2010lt
SN 2010lt是一颗位于鹿豹座UGC 3378星系的Ia型超新星，由加拿大的天文爱好者Kathryn Aurora Gray和她的父亲Paul Gray以及天文学家David J. Lane在2011年1月2日共同发现。Kathryn Aurora Gray发现这颗超新星时只有10岁，打破SN 2008ha发现者Caroline Moore14岁的纪录，成为目前最年轻的超新星发现者。

## 发现
SN 2010lt爆发时的照片在2010年12月31日被David J. Lane的Abbey Ridge天文台拍下，并在2011年1月2日被天文爱好者Kathryn Aurora Gray和她的父亲Paul Gray发现。1月3日，天文爱好者Brian Tieman和Jack Newton证实了这次发现。

### 发现者
- David J. Lane：这是他发现的第四颗超新星，前三颗分别是SN 1995F[5]、SN 2005B和SN 2005ea，都是和Paul Gray共同发现。
- Paul Gray：这是他发现的第七颗超新星。
- Kathryn Aurora Gray：这时她发现的第一颗超新星。

## 描述
SN 2010lt位于UGC 3378中心偏西20"，偏北10"。它是一颗Ia型超新星，在发现时光度接近最大。这颗超新星在2005年10月-2006年3月在UGC 3378拍摄的照片中并没有发现（视星等极限18.5）。